# Copa del Caribe de 1993
La Copa del Caribe de 1993 fue la 4.ª edición del torneo de naciones más importante del Caribe organizado por la CFU, el cual fue organizado en Jamaica y participaron 19 selecciones de la región.
Martinica venció en la final al anfitrión Jamaica para lograr el título por primera ocasión.

## Primera Fase

### Grupo 1
Se jugó en Granada.